# Mănăstirea Pârvești
Mănăstirea Pârvești este o mănăstire ortodoxă din România situată în comuna Costești, județul Vaslui. Mănăstirea este clasată ca monument istoric, cu codul  VS-II-a-A-06865